# Mammillaria deherdtiana
Mammillaria deherdtiana es una especie  perteneciente a la familia Cactaceae. Es originaria de México.

## Descripción
Es una planta perenne carnosa y globosa que  crece solitaria, de color verde oscuro, es esférica en la parte superior. Las areolas son principalmente cónicas y con una longitud de 10 mm. Tiene 20 a 36 espinas blancas  con una longitud de 3 a 18 mm (a veces ligeramente flexionadas) y de cero a seis espinas centrales de color claro a marrón oscuro, a veces amarillentas  con una longitud de 3 a 20 mm. Los flores son relativamente grandes en forma embudo abierto con un tamaño de 50 mm de diámetro. Los frutos son de color verde brillante. Las semillas son de color marrón oscuro a negro y de aproximadamente 2 mm de diámetro.

## Distribución
Mammillaria deherdtiana se encuentra  en el mexicano estado de Oaxaca.

## Taxonomía
Mammillaria deherdtiana fue descrita por Farwig y publicado en Cactus and Succulent Journal 41: 28, f. 1–3, en el año 1969.
Etimología
Mammillaria: nombre genérico que fue descrita por vez primera por Carolus Linnaeus como Cactus mammillaris en 1753, nombre derivado del latín mammilla = tubérculo, en alusión a los tubérculos que son una de las características del género.
deherdtiana: epíteto específico que honra al jardinero belga Cyriel De Herdt (nacido en 1931).
Sinonimia
- Mammillaria deherdtiana subsp. deherdtiana
- Mammillaria dodsonii[4]